# Carter Manasco
Carter Manasco (* 3. Januar 1902 in Townley, Walker County, Alabama; † 5. Februar 1992 in McLean, Fairfax County, Virginia) war ein US-amerikanischer Rechtsanwalt und Politiker (Demokratische Partei).

## Werdegang
Carter Manasco besuchte eine öffentliche Schule und das Howard College in Birmingham (Alabama). Er graduierte 1927 an der juristischen Fakultät der University of Alabama in Tuscaloosa mit einem Bachelor of Laws und 1929 mit einem Juris Doctor. Seine Zulassung als Anwalt bekam er im gleichen Jahr und fing dann in Jasper (Alabama) an zu praktizieren.
Manasco verfolgte ebenfalls eine politische Laufbahn. Er war zwischen 1930 und 1934 Mitglied im Repräsentantenhaus von Alabama. Während dieser Zeit wurde er 1933 Sekretär des Speakers William B. Bankhead, einen Posten, den er bis 1940 bekleidete. Manasco wurde in den 77. US-Kongress gewählt, um dort die Vakanz zu füllen, die durch den Rücktritt von Walter W. Bankhead entstand. Er wurde in die drei nachfolgenden US-Kongresse wiedergewählt, erlitt aber bei seiner Kandidatur 1948 in den 81. US-Kongress eine Niederlage. Manasco war im US-Repräsentantenhaus vom 24. Juni 1941 bis zum 3. Januar 1949 tätig. Während dieser Zeit hatte er den Vorsitz über das Committee on Expenditures in Executive Departments (78. und 79. US-Kongress).
Nach dem Ende seiner Amtszeit ging er wieder seiner Tätigkeit als Anwalt nach, beschäftigte sich aber auch mit Öffentlichkeitsarbeit (Public Relations). Er war zwischen 1947 und 1949 Mitglied in der ersten Hoover Commission on Reorganization of the Executive Departments. Danach war er zwischen 1949 und 1985 als rechtlicher Berater (legislative counsel) für die National Coal Association tätig. Manasco lebte in McLean (Virginia), wo er 1992 verstarb. Er wurde auf dem Arlington National Cemetery beigesetzt.